# Kees ten Hagen
Cornelis Johan Anton Marie (Kees) ten Hagen (Voorburg, 19 november 1904 – 's-Gravenhage, 11 maart 1957) was een Nederlands politicus en journalist.
Ten Hagen doorliep het Bisschoppelijk College in Roermond en het Canisius College in Nijmegen waar hij zijn gymnasium-b diploma behaalde. Hij studeerde hierna rechten aan de Katholieke Universiteit Nijmegen en vestigde zich daar als advocaat en procureur. Hij was aan het begin van de Tweede Wereldoorlog secretaris van de afdeling Nijmegen van de Nederlandsche Unie. Hij werd in 1942 geïnterneerd Kamp Sint-Michielsgestel maar na een paar maanden wegens ernstige ziekte vrijgelaten. Hierna was hij oprichter en redacteur van het verzetsblad Christofoor. Toen de Duitse bezetter het blad oprolde in 1944 werd hij opnieuw gedetineerd maar kwam snel vrij. Hij werd chef voorlichtingsdienst van de provinciaal militair-commissaris in Noord-Brabant en hoofdredacteur van de combinatie Je maintiendrai - Vrij Nederland - Christofoor in het reeds bevrijde zuidelijk Nederland.
In mei 1945 werd hij lid van het voorlopige hoofdbestuur van de Nederlandse Volksbeweging. Hij was lid van de Nationale Advies Commissie en werd hij als onafhankelijk lid benoemd in het Nood-parlement. Ondanks zijn katholieke achtergrond sloot hij zich aan bij de PvdA en namens die partij zat hij van 1946 tot zijn overlijden in de Tweede Kamer. In 1945 was hij ook benoemd in de noodgemeenteraad van Nijmegen waar hij tot 1946 wethouder was en daarna raadslid. Binnen de PvdA was hij een van de oprichters van de Katholieke Werkgemeenschap (KWG) en hij was redactielid van De Gemeente. Maandblad van de Partij van de Arbeid.
Ten Hagen kwam op 11 maart 1957 in het Joannes de Deo ziekenhuis in Den Haag te overlijden aan de gevolgen van een verkeersongeval nadat hij op 7 maart bij het oversteken was aangereden op de Vijverdam, vlak bij het gebouw van de Tweede Kamer. Hij werd in Nijmegen begraven op begraafplaats Jonkerbos. Zijn vader was drukker en uitgever en hij was een kleinzoon van Johannes Petrus Smeele. Ten Hagen was in 1923 gehuwd met Adèle Joanna Alexandrina Maria Blomjous en samen hadden ze drie zonen en een dochter.
- Biografisch Portaal: 46604460
- Parlement.com: vg09ll1clly9